# Llama (Boñar)
Llama es una localidad española perteneciente al municipio de Boñar, en la provincia de León, comunidad autónoma de Castilla y León.
Llama y Colle forman un mismo anejo parroquial. Su iglesia parroquial está dedicada a San Vicente mártir.
Es uno de los cinco pueblos que conformaba el antiguo Condado de Colle (junto a Grandoso, Felechas, Vozmediano y los tres barrios de Colle: el barrio del obispo, la Viliella y Muriellos).

## Historia
Así se describe Llama a mediados del siglo XIX en el Diccionario que elaboró el por entonces ministro de hacienda Pascual Madoz: 

LLAMA DE COLLE: Lugar en la provincia y diócesis de León (7 leguas), partido judicial de La Vecilla (2), audiencia territorial y capitanía general de Valladolid (23), ayuntamiento de Boñar (1). SITUADO en terreno desigual; combatido por los vientos del norte y oeste con especialidad; su CLIMA es frío y nevoso, sus enfermedades más comunes son fiebres catarrales y pulmonías. Tiene 9 casas, iglesia aneja de Colle, una ermita (Ntra. Sra. de la Peña), y buenas aguas potables. Confina N. la matriz; E. Felechas; S. Sobrepeña; y O. Veneros, a 1/2 legua los mas distantes. El TERRENO es de mediana calidad y le fertilizan las aguas de un regato u arroyo que nace en Vozmediano: hay montes de roble y otros arbustos. Los CAMINOS dirigen a los pueblos limítrofes, y se hallan en mal estado; recibe la CORRESPONDENCIA de Boñar. PRODUCTOS: trigo, cebada, lino, titos y garbanzos; cría ganado vacuno, lanar, caballar y de cerda, y caza algunas perdices y liebles. POBLACIÓN: 9 vecinos., 40 almas. CONTRIBUCIÓN: Con el ayuntamiento.

## Geografía

### Ubicación
| Noroeste: Grandoso          | Norte: Colle   | Noreste: Colle     |
| Oeste: Veneros              |                | Este: Felechas     |
| Suroeste La Devesa de Boñar | Sur: Sobrepeña | Sureste: La Ercina |

## Demografía
Evolución de la población
| Gráfica de evolución demográfica de Llama entre 2000 y 2016        |
|                                                                    |
| Población de derecho (2000-2016) según el padrón municipal del INE |